# Triancyra latifacialis
Triancyra latifacialis är en stekelart som beskrevs av Wang och Hu 1992. Triancyra latifacialis ingår i släktet Triancyra och familjen brokparasitsteklar. Inga underarter finns listade i Catalogue of Life.